# Diloma nigerrimum
Diloma nigerrimum es una especie de molusco gasterópodo de la familia Trochidae. 

## Distribución geográfica
Se encuentra en Nueva Zelanda y en América del Sur.